# Chaguarpamba
Chaguarpamba – miasto w Ekwadorze, w prowincji Loja, siedziba kontonu Chaguarpamba.